# スリーピング タイト 白肌の美女の異常な夜
『スリーピング タイト 白肌の美女の異常な夜』（原題：Mientras Duermes）は、2011年のスペインのホラー映画。

## あらすじ
バルセロナのアパートで住み込み管理人として働いているセサルは、住人のクララに一目惚れしていた。セサルは合鍵を自由に使える立場を生かしてクララの部屋に忍び込み、ベットの下で息を潜め、クララを待つようになる…

## スタッフ
- 監督：ジャウマ・バラゲロ
- 脚本：アルベルト・マリーニ
- 製作：フリオ・フェルナンデス
- 製作総指揮：カルロス・フェルナンデス、アルベルト・マリーニ
- 音楽：ルーカス・ビダル
- 撮影：パブロ・ロッソ
- 編集：ギジェルモ・デ・ラ・カル

## キャスト
- セサル：ルイス・トサール
- クララ：マルタ・エトゥラ
- マルコス：アルベルト・サン・フアン
- ヴェロニカ：ペトラ・マルティネス